# Tischtennis-Bundesliga 2012/13
Die Bundesliga 2012/13 war bei den Männern die 47. und bei den Frauen die 38. Spielzeit der höchsten deutschen Spielklasse im Tischtennis. Meister wurden Werder Bremen und der FSV Kroppach.

## Männer
Bei den Männern endete die Saison am 2. Juni 2013 mit dem 3:0-Finalsieg des SV Werder Bremen über die TTF Liebherr Ochsenhausen, womit eine seit fünf Jahren dauernde Meisterschaftsserie von Borussia Düsseldorf beendet wurde. Es nahmen nur neun statt der vorgesehenen zehn Mannschaften teil, da kein Verein aus der 2. Bundesliga aufstieg, dafür aber die TG Hanau trotz des in der Vorsaison erreichten sechsten Platzes die 1. Bundesliga verließ. Im Dezember 2012 zog sich der TTC Ruhrstadt Herne aus finanziellen Gründen zurück, sodass die Saison mit nur acht Mannschaften beendet wurde. Es musste somit wieder kein Verein absteigen, der Post SV Mühlhausen und der TTC Hagen rückten für die Saison 2013/14 nach.
Die besten vier Mannschaften nach Abschluss der regulären Saison nahmen an den Play-off-Runden teil, um den deutschen Meister zu ermitteln.
Auf den Aufstieg in die 1. Bundesliga verzichteten Union Velbert (Meister 2. BL Nord), TTC Jülich (Zweiter 2. BL Nord) und SC Fürstenfeldbruck (Zweiter 2. BL Süd).

### Abschlusstabelle
| Rang | Mannschaft                      | Begegnungen                 | Siege                       | Niederlagen                 | Spiele                      | Punkte                      |
| ---- | ------------------------------- | --------------------------- | --------------------------- | --------------------------- | --------------------------- | --------------------------- |
| 1    | TTF Liebherr Ochsenhausen       | 14                          | 11                          | 3                           | 37:19                       | 22:6                        |
| 2    | Borussia Düsseldorf (M)         | 14                          | 11                          | 3                           | 37:20                       | 22:6                        |
| 3    | Werder Bremen                   | 14                          | 9                           | 5                           | 34:19                       | 18:10                       |
| 4    | 1. FC Saarbrücken (P)           | 14                          | 7                           | 7                           | 31:28                       | 14:14                       |
| 5    | TTC RhönSprudel Fulda-Maberzell | 14                          | 5                           | 9                           | 25:33                       | 10:18                       |
| 6    | TTC Zugbrücke Grenzau           | 14                          | 5                           | 9                           | 22:32                       | 10:18                       |
| 7    | TTC matec Frickenhausen         | 14                          | 5                           | 9                           | 20:31                       | 10:18                       |
| 8    | SV Plüderhausen                 | 14                          | 3                           | 11                          | 12:36                       | 6:22                        |
| 9    | TTC Ruhrstadt Herne             | zurückgezogen am 21.12.2012 | zurückgezogen am 21.12.2012 | zurückgezogen am 21.12.2012 | zurückgezogen am 21.12.2012 | zurückgezogen am 21.12.2012 |

Legende
- Grün: Play-off
- Rot: Abstieg
- (M): Meister der Vorsaison
- (P): Pokalsieger der Vorsaison

### Play-offs
Die Halbfinal-Hinspiele fanden am 21. April und die Rückspiele am 5. Mai statt.
Das Finale fand am 2. Juni in der Frankfurter Fraport Arena statt.

|  | Halbfinale (Hinspiel/Rückspiel/Gesamt) | Halbfinale (Hinspiel/Rückspiel/Gesamt) | Halbfinale (Hinspiel/Rückspiel/Gesamt) | Halbfinale (Hinspiel/Rückspiel/Gesamt) | Halbfinale (Hinspiel/Rückspiel/Gesamt) |   |               | Finale in Frankfurt | Finale in Frankfurt | Finale in Frankfurt |
|  |                                        |                                        |                                        |                                        |                                        |   |               |                     |                     |                     |
|  | 3                                      | Werder Bremen                          | 3                                      | 2                                      | 5                                      |   |               |                     |                     |                     |
|  | 2                                      | Borussia Düsseldorf                    | 0                                      | 3                                      | 3                                      |   |               |                     |                     |                     |
|  | 2                                      | Borussia Düsseldorf                    | 0                                      | 3                                      | 3                                      | 3 | Werder Bremen | 3                   |                     |                     |
|  |                                        |                                        |                                        |                                        |                                        | 3 | Werder Bremen | 3                   |                     |                     |
|  |                                        | 1                                      | TTF Liebherr Ochsenhausen              | 0                                      |                                        |   |               |                     |                     |                     |
|  | 4                                      | 1                                      | TTF Liebherr Ochsenhausen              | 0                                      | 1. FC Saarbrücken                      | 0 | 3             | 3                   |                     |                     |
|  | 4                                      |                                        |                                        |                                        | 1. FC Saarbrücken                      | 0 | 3             | 3                   |                     |                     |
|  | 1                                      | TTF Ochsenhausen                       | 3                                      | 1                                      | 4                                      |   |               |                     |                     |                     |

## Frauen
Bei den Frauen nahmen insgesamt wie in den beiden Vorsaisons bloß 9 Mannschaften teil, da für die Absteiger TTC Langweid, MTV Tostedt und TSV Schwabhausen ebenfalls drei Mannschaften aufgestiegen waren (SV DJK Kolbermoor, LTTV Leutzscher Füchse 1990 und NSC Watzenborn-Steinberg).
Meister wurde zum siebten Mal der FSV Kroppach. Anschließend musste er sich jedoch aus der Bundesliga zurückziehen, zusammen mit dem TTSV Saarlouis-Fraulautern, während von unten nur der TV Busenbach nachrückte.
Auf den Aufstieg in die 1. Bundesliga verzichteten TTV Hövelhof (Meister 2. BL Nord), TTK Anröchte (Zweiter 2. BL Nord) und TSV Schwabhausen (Meister 2. BL Süd).

### Abschlusstabelle
| Rang | Mannschaft                      | Begegnungen | Siege | Unentschieden | Niederlagen | Spiele | +/- | Punkte |
| ---- | ------------------------------- | ----------- | ----- | ------------- | ----------- | ------ | --- | ------ |
| 1    | FSV Kroppach (M)                | 16          | 14    | 2             | 0           | 94:25  | +69 | 30:2   |
| 2    | TTSV Saarlouis-Fraulautern      | 16          | 13    | 2             | 1           | 92:28  | +64 | 28:4   |
| 3    | ttc berlin eastside             | 16          | 10    | 1             | 5           | 74:52  | +22 | 21:11  |
| 4    | TUSEM Essen                     | 16          | 10    | 1             | 5           | 71:56  | +15 | 21:11  |
| 5    | TTG Bingen/Münster-Sarmsheim    | 16          | 8     | 0             | 8           | 72:66  | +6  | 16:16  |
| 6    | SV Böblingen                    | 16          | 6     | 1             | 9           | 65:67  | −2  | 13:19  |
| 7    | SV DJK Kolbermoor (N)           | 16          | 5     | 1             | 10          | 52:71  | −19 | 11:21  |
| 8    | LTTV Leutzscher Füchse 1990 (N) | 16          | 2     | 0             | 14          | 19:87  | −68 | 4:28   |
| 9    | NSC Watzenborn-Steinberg (N)    | 16          | 0     | 0             | 16          | 9:96   | −87 | 0:32   |

Legende
- Grün: Meister
- Rot: Abstieg
- (M): Meister der Vorsaison
- (N): Aufsteiger aus der Vorsaison